# Виржини Депант
Виржини Депант (на френски: Virginie Despentes) е френска сценаристка, режисьорка и писателка на произведения в жанра съвременен роман, криминален роман и документалистика. Романите ѝ разказват за маргинализирания живот във френски градове, на жени и мъже на възраст между двадесет и тридесет години, живеещи с наркотици, секс и дребни престъпления.

## Биография и творчество
Виржини Депант е родена на 13 юни 1969 г. в Нанси, Мьорт е Мозел, Франция, в семейство на пощенски служители. Като ученичка е буйна и на 15-годишна възраст е лекувана в психиатрия. Завършва гимназия като частна ученичка. На 17 години пътува на стоп до Лондон и на връщане е изнасилена, което бележи в бъдеще живота и творческата ѝ дейност.
Напуска родителите си, отива в Лонгви и работи като чистачка, а после отива в Лион да учи във филмовото училище. Там работи като детеледачка, продавачка и като проститутка в „салон за масаж“ и в пийп-шоу. През 1992 г. започва да пише първия си роман, който е отхвърлен от издателите.
През 1993 г. отива в Париж и живее с Ан Скот. Продължава да проституира и да пише на свободна практика рецензии за рок и порно списания.
През 1994 г. започва работа като продавачка в книжарница на Шанз-Елизе. Случаен екземпляр от романа ѝ „Чукай ме“ е публикуван през 1994 г. от издателство „Флоран Масо“. Главните героини са две млади жени, които са брутално изнасилени. Те продължават пътя си маргинализирани от обществото, със секс, насилие и отмъщение чрез  убийство на мъже. Книгата бързо става бестселър и я прави известна. През 2000 г. романът е екранизиран от нея като режисьор в едноименен филм с участието на Рафаела Андерсон, Карен Ланком и Селин Боно. Филмът предизвиква скандал сред консервативните среди на обществото заради натурализма на насилието, секса и циничния език на героите.
През 1996 г. е публикуван криминално-социалният ѝ роман „Les Chiennes savantes“. През 1998 г. е издаден романът ѝ „Les Jolies Choses“ (Красиви неща). Луси и Мария са сестри близначки, но напълно противоположни. Луси води разгулен живот сред секс и наркотици и успява да получи договор за запис, въпреки че не може да пее. Тя убеждава талантливата си сестра Мари да я замести, а след представлението се самоубива,  оставяйки своята самоличност на Мари. Но с влизането в света на Луси Мари открива своята скрита страна. Романът получава наградите „Флор“ и „Сен Валантен“. През 2001 г. е екранизиран в едноименния филм с участието на Марион Котияр и Патрик Брюел, отличен с наградата „Мишел д’Орнано“.
През 2006 г. е издадена полуавтобиографичната ѝ книга „Теорията Кинг Конг“ за опита ѝ във френската секс индустрия. Книгата е представена като манифест на феминизма.
През 2010 г. е издаден романът ѝ „Миниапокалипсис“. Частната детективка Люси и вулканична лесбийка Хиената отиват в Барселона, за да търсят информация за изчезналата тийнейджърка Валантин от баща ѝ, мащехата ѝ, братовчед ѝ и майка ѝ. Разговарят с музикантите от групата „Паника в гъза“, участват в хомо-хетеро оргия и се забавляват. Книгата е определена от критиката като черен „траш“ роман. Удостоена е с три награди – „Ренодо“, „Гонкур на гимназистите“ и „Тро Вилиро“.
През 2015 г. е публикуван първият ѝ роман от поредицата „Върнън Субютекс“. Главният герой е стар дилър на рок записи, пропаднал поради господството на музиката в цифров формат.
На 5 юни 2015 г. Виржини Депант става член на журито за наградата „Фемина“, а от 5 януари 2016 г. е член на журито на Академия „Гонкур“.

## Произведения

### Самостоятелни романи
- Baise-moi (1994)
Чукай ме, изд. „Семарш“ (2001), прев. Красимир Кавалджиев
- Les Chiennes savantes (1996)
- Les Jolies Choses (1998) – награди „Флора“ и „Сен Валантен“
- Teen Spirit (2002)
- Trois étoiles (2002) – графичен роман, с Нора Хамди
- Bye Bye Blondie (2004)
- Apocalypse Bébé (2010) – награди „Тро Вирило“ и „Ренодо“
Миниапокалипсис, изд.: ИК „Колибри“, София (2012), прев. Росица Ташева

### Серия „Върнън Субютекс“ (Vernon Subutex)
1. Vernon Subutex, 1 (2015) – награди „Анаис Нин“, „Ландерно“ и „Купол“
2. Vernon Subutex, 2 (2015)
3. Vernon Subutex, 3 (2017)

### Документалистика
- King Kong Theory (2009) – автобиографично есе

### Екранизации
- 2000 Целувай ме, Baise-moi – по романа „Чукай ме“, режисьор
- 2001 Les jolies choses – по романа „Красиви неща“
- 2007 Tel père telle fille – по романа „Tee-Spirit“
- 2009 Mutantes – ТВ документален филм, режисьор
- 2012 Bye Bye Blondie – режисьор
- 2013 Serious Ladies – късометражен, текст